# Conasprella sauros
Conasprella sauros – gatunek ślimaka z rodziny stożków (Conidae). Wykazany z Meksyku i USA. Posiada status gatunku niedostatecznie rozpoznanego; możliwe, że jest to gatunek wymarły.
Nazwa gatunkowa sauros pochodzi z greki i oznacza gada, nawiązując do chropowatej powierzchni muszli, przypominającej gadzią skórę.

## Charakterystyka
Muszla holotypu ma długość 29,5 mm, szerokość 10,6 mm (stosunek długości do szerokości: 0,36). Teleokoncha liczy 8 skrętów, u holotypu brak protokonchy. Skręty wyraźne, odstają na kształt klina (w początkowych skrętach bliżej centrum). Protokoncha u młodocianych paratypów biaława, liczy kilka skrętów do jednego; pierwszy ma około ½ szerokości drugiego skrętu. Przejście z protokonchy do teleokonchy niewyraźne.

## Zasięg występowania
Znalezione okazy pochodziły z Teksasu, Luizjany oraz Meksyku. W Teksasie zebrano 3 okazy – w tym jeden 70 km na południowy wschód (lecz bardziej na południe) od Port Aransas. W Luizjanie dwie muszle odnaleziono w delcie rzeki Missisipi. W Meksyku jeden zebrany okaz pochodził z wybrzeży Campeche. Dla jednego okazu z prywatnej kolekcji nie określono lokalizacji.

## Status zagrożenia
Gatunek znany jedynie z dziewięciu okazów, znalezionych jako martwe. Brak żywych osobników może wskazywać, że jest to wymarły plejstoceński gatunek. IUCN przyznało C. sauros status gatunku niedostatecznie rozpoznanego (DD, Data Deficient).